# Осиновка (Старосельский сельсовет)
Осиновка (бел. Асінаўка) — деревня в Старосельском сельсовете Рогачёвского района Гомельской области Беларуси.
На востоке граничит с лесом.

## География

### Расположение
В 18 км на север от районного центра и железнодорожной станции Рогачёв (на линии Могилёв — Жлобин), 139 км от Гомеля.

### Гидрография
На западе мелиоративные каналы.

## Транспортная сеть
Транспортные связи по просёлочной, затем автомобильной дороге Старое Село — Рогачёв. Застройка деревянная, усадебного типа, вдоль просёлочной дороги.

## История
Основана в начале 1920-х годов переселенцами из соседних деревень на бывших помещичьих землях. В 1932 году жители вступили в колхоз. Согласно переписи 1959 года в составе совхоза «Прогресс» (центр — деревня Щибрин).

## Население

### Численность
- 2004 год — 1 хозяйство, 1 житель.

### Динамика
- 1959 год — 48 жителей (согласно переписи).
- 2004 год — 1 хозяйство, 1 житель.